# 해피투게더세한여객
해피투게더세한여객(Happy Together 世韓旅客)은 대구광역시의 시내버스 운송 업체로, 본사는 유곡공영차고지에 있다.

## 개요
- 1962년 5월 17일에 시내버스 운송면허를 취득하여 대구 서구 중리동에서 설립[1][2] 되었고 한때 급행1번이 예전에 1988년 376번(1988년 ~ 2006년 2월 18일: 좌석 105번)이었을 때 이현공단 종점으로도 이용되기도 했다.
- 본래는 서구 중리동 삼성물산 물류센터 옆에 차고지가 있었으나, 2010년 12월 23일에 달성군 논공읍 노이리로 이전하였다.
- 2015년 8월 1일 대구시내버스 개편으로 우주교통하고 356번과 527번의 지분을 바꾸면서 527번에서 철수하고 356번의 배차대수 절반 이상을 가져왔다.
- 2015년 7월경 경일교통 계열사로 편입됐고, 사명을 "뉴세한여객"으로 변경했다.
- 2017년 4월 같은 계열의 해피투게더현대교통과 함께 유가면(현 유가읍) 유곡리공영차고지로 이전했다.
- 2017년 6월 1일 사명을 해피투게더세한여객 주식회사로 변경하였다.

## 사업장 현황
- 본점: 대구광역시 달성군 유가읍 테크노중앙대로2길 45, 유곡공영차고지
- 면허지 : 대구광역시 서구 와룡로 382(중리동)

## 노선
| 노선번호  | 운행경로 기점 ↔ 중간경유지 ↔ 종점     | 운행경로 기점 ↔ 중간경유지 ↔ 종점      | 운행경로 기점 ↔ 중간경유지 ↔ 종점   | 운행대수           | 비고                    |
| --------- | ------------------------------------- | -------------------------------------- | ----------------------------------- | ------------------ | ----------------------- |
| 직행2번   | 달성군 구지면 내리                    | 앞산터널 경유                          | 동구 신천동 동대구역복합환승센터    | 5                  | 세진교통 공배           |
| 급행8-1번 | 유곡공영차고지                        | 달성군 유가읍 상리 국립대구과학관 정문 | 진천역                              | 7                  | 세운버스 공배           |
| 356번     | 북구 조야동                           | 달서구 두류3동 두류역                  | 달서구 도원동 월광수변공원          | 6 (저상 3대)       | 성보교통 공배           |
| 650번     | 고령군 다산면 상곡리                  | 중구 덕산동 반월당역                   | 동구 동대구역 2번 출구              | 5 (저상 5 전 차량) | 경북교통, 남도버스 공배 |
| 653번     | 달성군 화원읍 설화리                  | 중구 대신동 서문시장                   | 북구 검단동 성보교통                | 5 (저상 5 전 차량) | 성보교통, 남도버스 동배 |
| 655번     | 달성군 유가읍 유곡리 유곡리공영차고지 | 달서구 대곡동 대곡역                   | 달성군 다사읍 매곡리 매곡공영차고지 | 12 (저상 9)        | 우진교통 공배           |
| 달서2번   | 달서구 대곡동 남도버스                |                                        | 남구 봉덕동 앞산공원                | 5 (저상 4)         | 남도버스 공배           |
| 예비      |                                       |                                        |                                     | 2                  | 단독운행                |
| 7종       |                                       |                                        |                                     | 47대               |                         |

## 보유 차종
- KGM커머셜 - 에디슨모터스 화이버드
- 현대자동차 - 현대 뉴 슈퍼 에어로시티, 현대 저상 뉴 슈퍼 에어로시티, 현대 일렉시티

## 갤러리

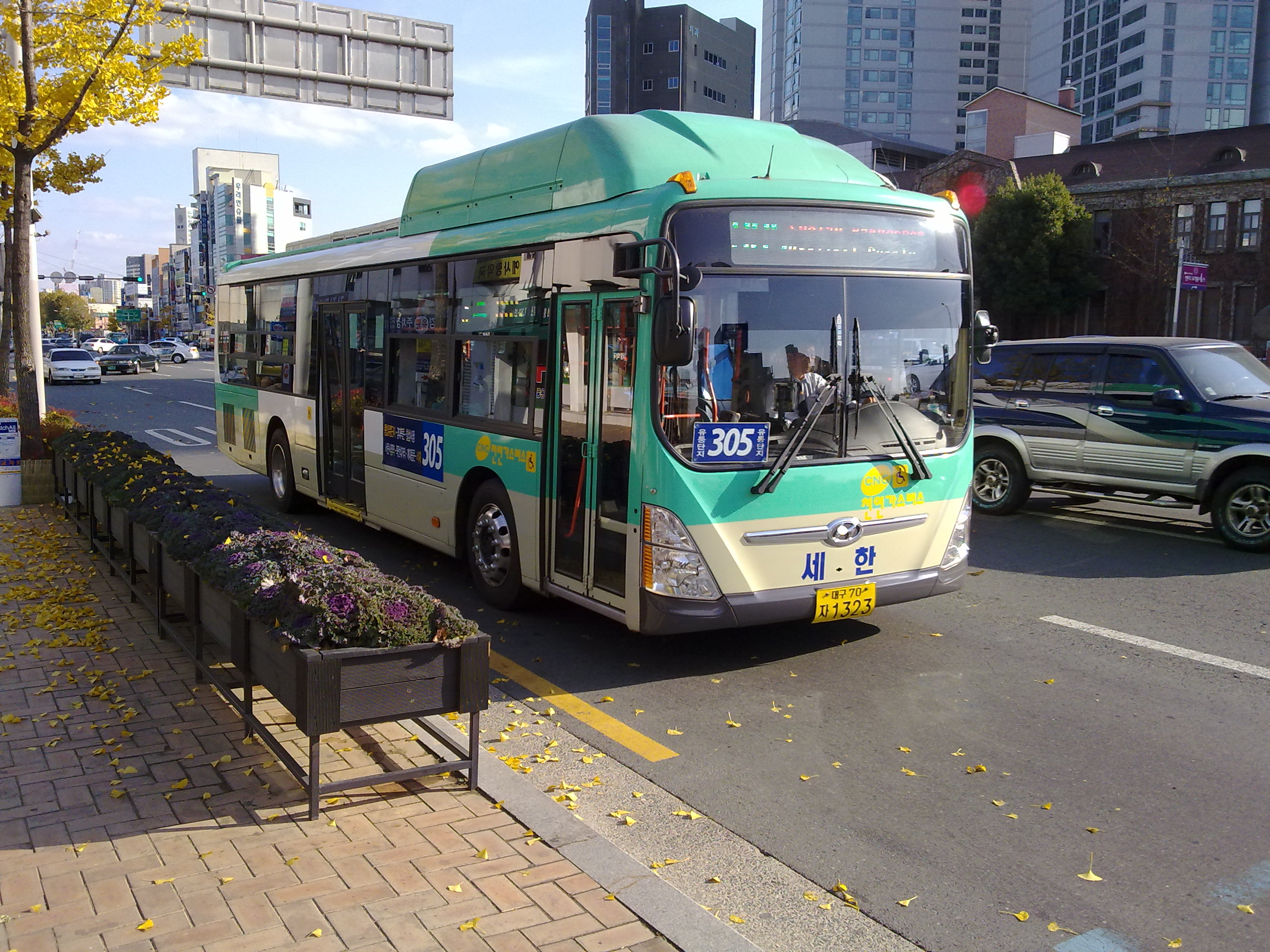
대구시내버스 305번